# مدل برتر بعدی آمریکا
مدل برتر بعدی آمریکا (انگلیسی: America's Next Top Model) نام مسابقه ای تلویزیونی برای مدل‌ها در آمریکاست.